# Postbrücke (Zürich)
Die Postbrücke ist eine 1927 bis 1930 erstellte, ungefähr 67 Meter lange Plattenbrücke in der Stadt Zürich, die südlich an den Hauptbahnhof anschliessend die Sihl überquert. Sie wurde zusammen mit der Sihlpost gebaut und verbindet den Bahnhofplatz und die Gessnerallee mit der Kasernenstrasse.
Die Postbrücke kann bei Eisgängen die Sihl aufstauen, was dazu führen könnte, dass Wasser nicht mehr vollständig unter dem Hauptbahnhof durchfliesst, sondern ein Teil in den Schanzengraben übertritt und in den Zürichsee abfliesst. In diesem Zusammenhang wurde beim Bau der Sihlhochstrasse untersucht, ob die Pfeiler nicht dazu führen könnten, dass sich der Eisgang an diesen staut und die benachbarten Quartiere fluten könnten.
Die Brücke hatte zusammen mit der Zollbrücke eine unbefristete wasserrechtlichen Konzession zur Inanspruchnahme von öffentlichem Gewässergebiet, die gemäss dem Wasserwirtschaftsgesetz von 1991 in eine befristete Konzession über 40 Jahre umzuwandeln ist.
Von 1938 bis 1980 betrieb die PTT eine Post-U-Bahn, die Pakete und Briefe von der Filiale Hauptbahnhof zur Sihlpost beförderte und dabei unter dem Trottoir der Postbrücke verlief.